# Никон Метаноит
Никон Метаноит (греч. Νίκων ὁ Μετανοείτε, Никон Кающийся; ок. 930—998) — ромейский монах, армянин, странствующий проповедник и православный святой.
Возможно, наиболее заметным историческим влиянием Никона, по словам историка Эндрю Лаута, было «Житие Никона», биография Никона, написанная после его смерти преемником игумена в его монастыре, пролившая свет на повторную христианизацию отвоёванных частей Восточной Римской империи. Особенностью книги является упоминание населённых пунктов Крита и центральной части материковой Греции. Никон представлен в книге как монах-миссионер, который постоянно проповедовал, а не постоянно молился.

## Биография

Икона с изображением Преподобного Никона Метаноита.

Никон, грек по происхождению, родился в Понте (современный северо-восток Турции) или в Аргосе. В молодости Никон отправился в монастырь, известный как Хрисопетра («Золотой камень»), расположенный на границе Понта и Пафлагонии. Он провёл там двенадцать лет, ведя аскетическую жизнь в молитвах и покаянии, настолько экстремальную, что его братья пытались убедить его ослабить свой режим. Его настоятель, впечатлённый его духовными встречами и обеспокоенный тем, что недавно посетивший монаха отец отвлечёт его от аскетической жизни, послал Никона в мир проповедовать.
После своего отъезда он путешествовал по Анатолии и проповедовал о покаянии в течение трёх лет, прежде чем отправиться дальше. После изгнания арабов с Крита в 961 году Никифором Фокой он стал проповедником-миссионером на острове, изо всех сил пытался вернуть обратно в христианство недавно обращенных в ислам людей. Этот район был мусульманским эмиратом с 820-х годов, и за это время христианство в здесь ослабло, многие бывшие христиане обратились в ислам. Даже те, кто оставался верным христианству, несколько утратили связь с живыми традициями, церкви и монастыри пришли в упадок. Люди в этом регионе, как следует из биографии Никона, были не мусульманами, а скорее христианами, испорченными «временем и долгим общением с сарацинами». Никон был вынужден изменить свою тактику на Крите, теперь ему приходилось использовать свой ум, чтобы вести своих слушателей к покаянию, а не просто проповедовать весть о покаянии. Именно там он получил прозвище метаноит (греч. «кающийся/раскаивающийся») за привычку использовать его в качестве предисловия ко всем своим проповедям.
Проведя пять лет на Крите, Никон отправился в Эпидавр, Афины и Эвбею. Затем он отправился в Фивы и Коринф и, наконец, на Пелопоннес, особенно в Спарту, которую он, по слухам, спас от чумы. Находясь в Спарте, Никон построил три церкви и монастырь и продолжал проповедовать и учить, что, как сообщается, подтверждалось чудесами. Пелопоннес представлен как земля, полная демонов, с которыми Никон постоянно борется. Он закончил свою жизнь на материковой Греции, в провинции Лакония, где он оказал значительное влияние как на духовенство, так и на мирян, основав большое количество церквей. После его канонизировации Греческой православной церковью, он в конечном итоге стал покровителем города Спарта и полуострова Мани, в Мани он принёс христианство и проповедовал его среди маниотов. Маниоты начали переходить в христианство в IX веке нашей эры, но только 200 лет спустя, в X веке нашей эры, маниоты полностью приняли христианство. Его праздник отмечается ежегодно 26 ноября. После тридцати лет проповедования на Пелопоннесе он умер в монастыре в Спарте 26 ноября 998 года. Согласно его биографии, Никон продолжал творить чудеса посмертно, на самом деле большая часть повествования посвящена исключительно этим посмертным чудесам. Никон изображён на мозаиках в монастыре Осиос-Лукас, или монастыре Святого Луки.

## Наследие
В результате своих действий, после канонизации Православной церковью он стал покровителем города Спарты. Его праздник отмечается здесь ежегодно 26 ноября.